# 马有礼
马有礼，GLM（1948年—），中华人民共和国政治人物，第八屆、第九屆、第十屆、第十一屆、第十二屆全國政協委員、第十三屆全國政協常委。
担任十一届全国政协港澳台侨委员会副主任、中国民间商会副会长。2008年，当选第十一届全国政协委员，代表特邀澳门人士，分入第五十四组。并担任港澳台侨委员会副主任。亦担任全國工商聯中國民間商會副會長，中非民間商會副會長，澳門特別行政區行政會委員，澳門中華總商會會長，澳門中非商會會長，澳門鏡湖醫院慈善會永遠主席，澳門明德慈善會會長，澳門大學常務校董，澳門科技大學、廈門華僑大學校董，濠江中學校董會董事長等公職。2018年1月，当选第十三届全国政协委员。

## 荣誉

### 中国勋章奖章
- 金莲花荣誉勋章（澳门特别行政区，2019年9月30日公布[4]）